# Krasni (Rakítnoie)
Krasni - Красный (rus) - és un khútor a l'óblast de Bélgorod, a Rússia. El 2010 tenia 2 habitants. Pertany al districte (raion) de Rakítnoie.